# Tubarão-das-galápagos
O tubarão-de-galápagos (Carcharhinus galapagensis) é uma espécie de tubarão catalogada primeiramente em 1905 depois que espécimes foram encontradas nos mares em torno das Ilhas Galápagos e ilha de Páscoa.Pertencente a família Carcharhinidae, o tubarão de Galápagos prefere os recifes ao redor das ilhas, sendo ele geralmente a espécie de tubarão mais abundante nesses ambientes. Trata-se de uma espécie grande, chegando a medir até 3,0 m. O tubarão de Galápagos possui uma forma fusiforme comumente referido como reef shark (formato de tubarão de recife), tornando difícil de distinguir esta espécie de outras como o tubarão-negro (C. obscurus) e o tubarão-cinzento-dos-recifes (C. amblyrhynchos).
Uma característica identificador desta espécie é que sua primeira nadadeira dorsal alta, que tem um ponta ligeiramente arredondada e que se origina na ponta traseira das suas nadadeiras peitorais.